# أليسا كلاينر
أليسا كلاينر (بالإنجليزية: Alyssa Kleiner)‏ هي لاعبة كرة قدم أمريكية، ولدت في 1 أبريل 1993 في لاس فيغاس في الولايات المتحدة. لعبت مع بورتلاند ثورنز.

## وصلات خارجية
- أليسا كلاينر على موقع قاعدة بيانات كرة القدم.إي يو (الإنجليزية)
- أليسا كلاينر على موقع Soccerway.com (الإنجليزية)